# کینگ سیتی (کالیفرنیا)
کینگ سیتی (به انگلیسی: King City) شهری در شهرستان مونتری ایالت کالیفرنیا است که در سرشماری سال ۲۰۱۰ میلادی، ۱۲۸۷۴ نفر جمعیت داشته است.